# قرومه
قرومه (به عربی: قرومة) یک شهرداری در الجزایر است که در استان بویره واقع شده‌است.
 قرومه  ۱۵٬۳۰۶ نفر جمعیت دارد.